# Cootehill
Cootehill (irsky Muinchille) je město v severovýchodní části Irska, v hrabství Cavan. V roce 2006 zde žilo 1892 obyvatel.
Nachází se na levém břehu řeky Dromore v nadmořské výšce 100 m n. m. Severně od města přechází hranice hrabství Monaghan. Město leží na křižovatce silnic R188, R189 a R190. Cavan je vzdálený 23 km na jihozápad, Shercock 16 km na jihovýchod, Bailieborough 22 km na JJV, Clones 20 km na severozápad, Monaghan 24 km na SSV.

## Historie
Cootehill vznikl na konci 17. století jako středisko obchodu a řemesel, s tradicí zpracování lnu. V 19. století město ekonomicky rozkvétalo, v roce 1837 zde otevřeli Ulster Bank jednu ze svých prvních poboček. V městě také sídlí společnost Abbott Laboratories, která vyrábí dětskou stravu.
Zajímavostí je na souřadnicích 5 km VJV od města nacházející se megalitické pohřebiště.